# Neurozobrazování

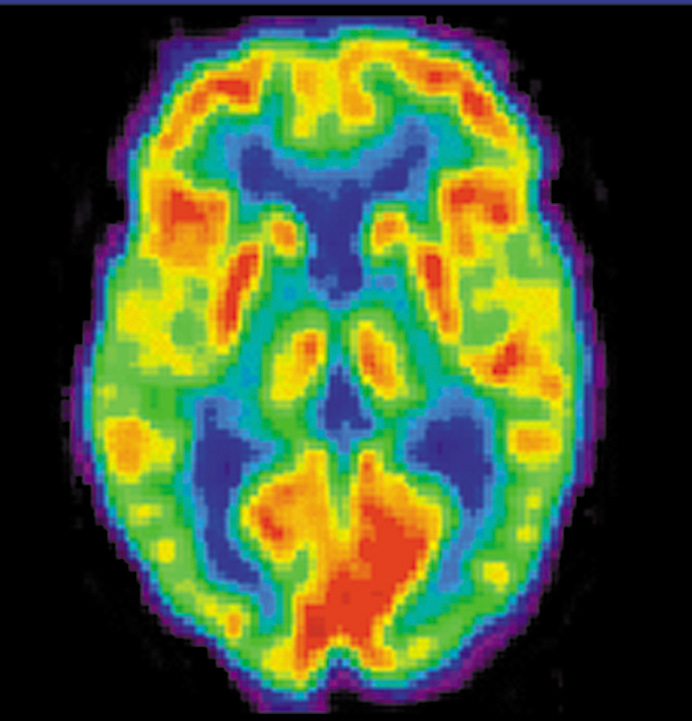
Pozitronová emisní tomografie mozku

Neurozobrazování (anglicky neuroimaging) je soubor technik a metod pro zobrazení struktury a funkčnosti mozku. Metody neurozobrazování zkoumají propojení jednotlivých oblastí mozku. Metody mohou poskytovat dvou rozměrové i tří rozměrové zobrazení takových propojení.
Důležitými charakteristikami jednotlivých metod je schopnost prostorového a časového rozlišení. Například metoda BOLD fMR (blood-oxygen-level dependent magnetic resonance) rozlišuje struktury kolem 0,5 mm, dokáže tedy rozlišit jednotlivé korové sloupce. fMR a PET jsou lepší ve schopnosti prostorového rozlišení, hůře jsou na tom z hlediska času, kde dokáží rozlišovat na úrovni jedné sekundy. Na druhé straně EEG (elektroencefalografie) a MEG (magnetoencefalografie) umožňují lepší časové rozlišení na úrovni milisekund, naopak horší jsou v prostorovém rozlišení. V praxi se tak metody a případně výsledky jednotlivých metod kombinují, aby se dosáhlo lepších výsledků v obou charakteristikách.

## Využití
Neurozobrazování se soustřeďuje na dvě kategorie problémů:
- strukturální zobrazování se zaměřuje na strukturu mozku a používá se při zjišťování nitrolebních onemocněních, jako je například nádor,
- funkční zobrazování je jemnější a zobrazuje aktivaci mozkových částí v návaznosti na kognitivní podněty (či úkoly), využívá se pro diagnostiku například metabolických onemocnění, ale i pro vědecké účely v oblasti neuro- a kognitivních věd.

## Historie
V roce 1895 fyzik Wilhelm Conrad Röntgen demonstroval využití rentgenového záření v medicíně. Milníkem pro neurozobrazování vytvořil neurochirurg Walter Dandy, který v letech 1918 a 1919 provedl ventrikulografii a pneumoencefalografii (PEG). V roce 1927 Moniz uskutečnil první mozkovou angiografii. V roce 1961 byly položeny základy počítačové tomografie (CT) Williamem Oldendorfem, do klinické medicíny pak metoda pronikla díky Godfrey Hounsfieldovi. V polovině sedmdesátých let byla konečně představena metoda magnetické resonance (MRI).

## Zobrazovací metody

### Počítačová tomografie
Počítačová tomografie (Computed Tomography, CT) je metoda založená na počítačovém zpracování rentgenových obrazů. Využívá se zejména k vyšetření různých orgánů respektive jejich chorobných změn.

### Difuzní optická tomografie
Difuzní optická tomografie využívá infračervené záření. Umožňuje měření hemodynamiky a aktivace neuronů v hloubce až několika centimetrů tkáně.

### Magnetická rezonance

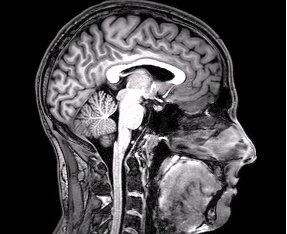
fMRI pozorování mozku

Metoda využívá magnetické vlastnosti některých prvků, respektive jejich jader. Magnetická rezonance poskytuje vyšší rozlišení než rentgen či počítačová tomografie. Lze použít i kontrastní látku, které pomáhá odhalit záněty či nádorové tkáně. Magnetická rezonance umožnila neinvazivní vyšetření některých orgánů. Další výhodou je absence škodlivého ionizujícího záření. Nevýhodou magnetické rezonance je jednak poměrně dlouhé a hlučné vyšetření, ale i vysoké pořizovací náklady. Problematické je vyšetření i pro pacienty s kovovými předměty v těle (naslouchadla, kardiostimulátory) či tetováním.
Speciálním druhem je tzv. funkční magnetická rezonance, která umožňuje zobrazení aktivních oblastí mozku při provádění určitého úkolu či stimulace. Zobrazení probíhá na základě sledování změn prokrvení dané oblasti mozku (perfuze) nebo na základě změn oxygenace krve, kde nastává tzv. BOLD efekt. Druhá zmíněná metoda je dnes nejčastěji používanou.

### Magnetoencefalografie (MEG)
Magnetoencefalografie umožňuje sledovat elektrické proudy v mozku při různých kognitivních úkolech či podnětech. Elektrické proudy generují nepatrné změny v magnetickém poli, které jsou zachyceny pomocí magnetometru. Výhodou je také nepoužívání ionizujícího záření a schopnost dobrého časového rozlišení. Nevýhodou je malé prostorové rozlišení na úrovni milimetrů. Magnetoencefalografie se osvědčila při studiu epilepsie, migrény či diabetického kómatu.

### Elektroencefalogram (EEG)
Elektroencefalografie, sleduje změny elektrického napětí na povrchu hlavy pomocí elektrod. Výhoda spočívá v minimální náročnosti pro zkoumanou osobu a i ve vysoké rozlišovací schopnosti v čase. Se používá například pro určení vyzrálosti CNS u dětí, diagnostiky epilepsie a poruch spánku. Pomocí EEG se indikuje stav kómatu či klinické smrti.

### Pozitronová emisní tomografie (PET)
Pozitronová emisní tomografie využívá detekci fotonů, které vznikají při anihilaci pozitronů (antičástice elektronu) s elektrony. Do těla zkoumané osoby jsou vpraveny radionuklidy, které vyzařují pozitrony, jež reagují s elektrony ve tkáních. Tato metoda je velmi vhodná pro funkční zobrazení. Nevýhodou metody je, že používá ionizující záření, které může poškozovat tkáně v těle i malá schopnost rozlišení v čase. Vysoké jsou i pořizovací náklady přístroje. Pozitronová emisní tomografie se používá pro nalezení ložisek v mozku, které jsou zodpovědné za epileptické záchvaty.

### Jednofotonová emisní výpočetní tomografie (SPECT)
Jednofotonová emisní výpočetní tomografie se podobá pozitronové emisní tomografii. I zde je vložena do těla pacienta látka, která postupně uvolňuje gama záření, které je počítačově sledováno. Metoda je často používána pro vyšetření srdce či pro vyšetření epileptických záchvatů. Nevýhodou metody je malá prostorová přesnost, která je až na úrovni 1 cm.

## Porovnání metod
| Metoda funkčního mapování | Radiační zátěž | Prostorové rozlišení | Objemová kvantifikace | Temporální rozlišení |
| ------------------------- | -------------- | -------------------- | --------------------- | -------------------- |
| EEG                       | Ne             | řádu 1 až 10 mm      | špatná                | 10 až 100 ms         |
| MEG                       | Ne             | řádu 1 až 10 mm      | špatná                | 10 až 100 ms         |
| PET                       | Ano            | řádu 1 až 10 mm      | přijatelná            | 10 až 100 000 s      |
| fMRI                      | Ne             | řádu 0.1 až 10 mm    | velmi dobrá           | 0.1 až 1000 s        |